# Reštovo Žumberačko
 Reštovo Žumberačko  falu Horvátországban Zágráb megyében. Közigazgatásilag Zsumberk községhez tartozik.

## Fekvése
Zágrábtól 47 km-re délnyugatra, községközpontjától Kostanjevactól 8 km-re északnyugatra a Zsumberki-hegység déli lejtőin fekszik. Településrésze: Hudovo	

## Története
1830-ban 8 házában 97 görögkatolikus lakos élt, közülük 50 római katolikus és 47 görögkatolikus volt. 1857-ben 77-en lakták. 1910-ben 92 lakosa volt. Trianon előtt Zágráb vármegye Jaskai járásához tartozott. A falunak 2011-ben 14  lakosa volt. Lakói mezőgazdasággal, állattenyésztéssel, szőlőtermesztéssel foglalkoznak. Az oštrci Szent Mária Magdolna plébániához tartoznak.

## Lakosság
| Lakosság változása | Lakosság változása | Lakosság változása | Lakosság változása | Lakosság változása | Lakosság változása | Lakosság változása | Lakosság változása | Lakosság változása | Lakosság változása | Lakosság változása | Lakosság változása | Lakosság változása | Lakosság változása | Lakosság változása | Lakosság változása |
| ------------------ | ------------------ | ------------------ | ------------------ | ------------------ | ------------------ | ------------------ | ------------------ | ------------------ | ------------------ | ------------------ | ------------------ | ------------------ | ------------------ | ------------------ | ------------------ |
| 1857               | 1869               | 1880               | 1890               | 1900               | 1910               | 1921               | 1931               | 1948               | 1953               | 1961               | 1971               | 1981               | 1991               | 2001               | 2011               |
| 77                 | 101                | 102                | 121                | 130                | 92                 | 97                 | 107                | 106                | 114                | 89                 | 59                 | 35                 | 33                 | 15                 | 14                 |

## Nevezetességei
Tadija Smičiklas szülőháza.

## Híres emberek
Itt született Tadija Smičiklas (1843-1914) történész, egyetemi tanár, a görögkatolikus szeminárium rektora, a Matica Hrvatska elnöke. 

## Külső hivatkozások
- Žumberak község hivatalos oldala
- A Zsumberki közösség honlapja